# Haloxylon
Haloxylon là chi thực vật có hoa trong họ Amaranthaceae.

## Hình ảnh

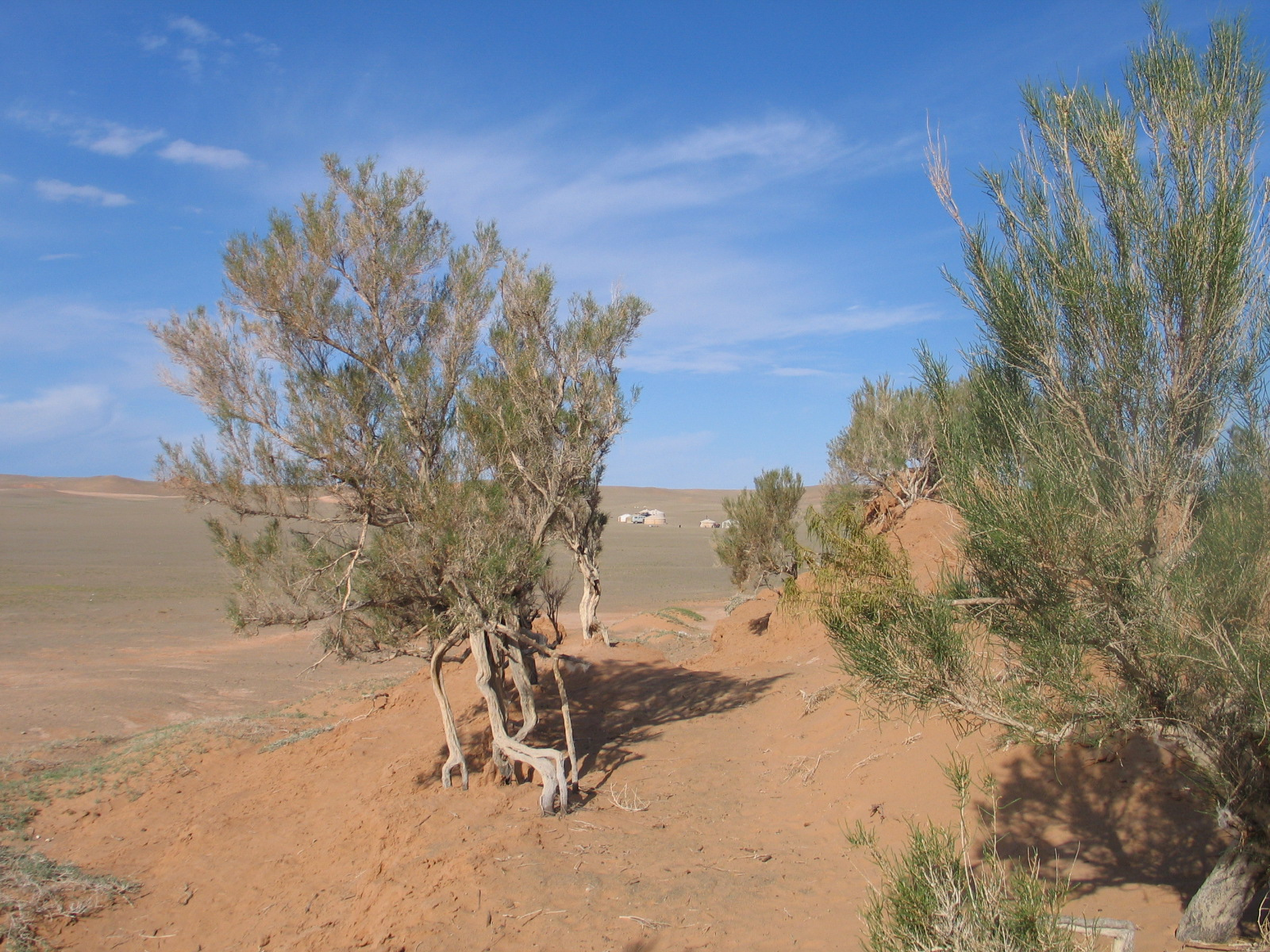
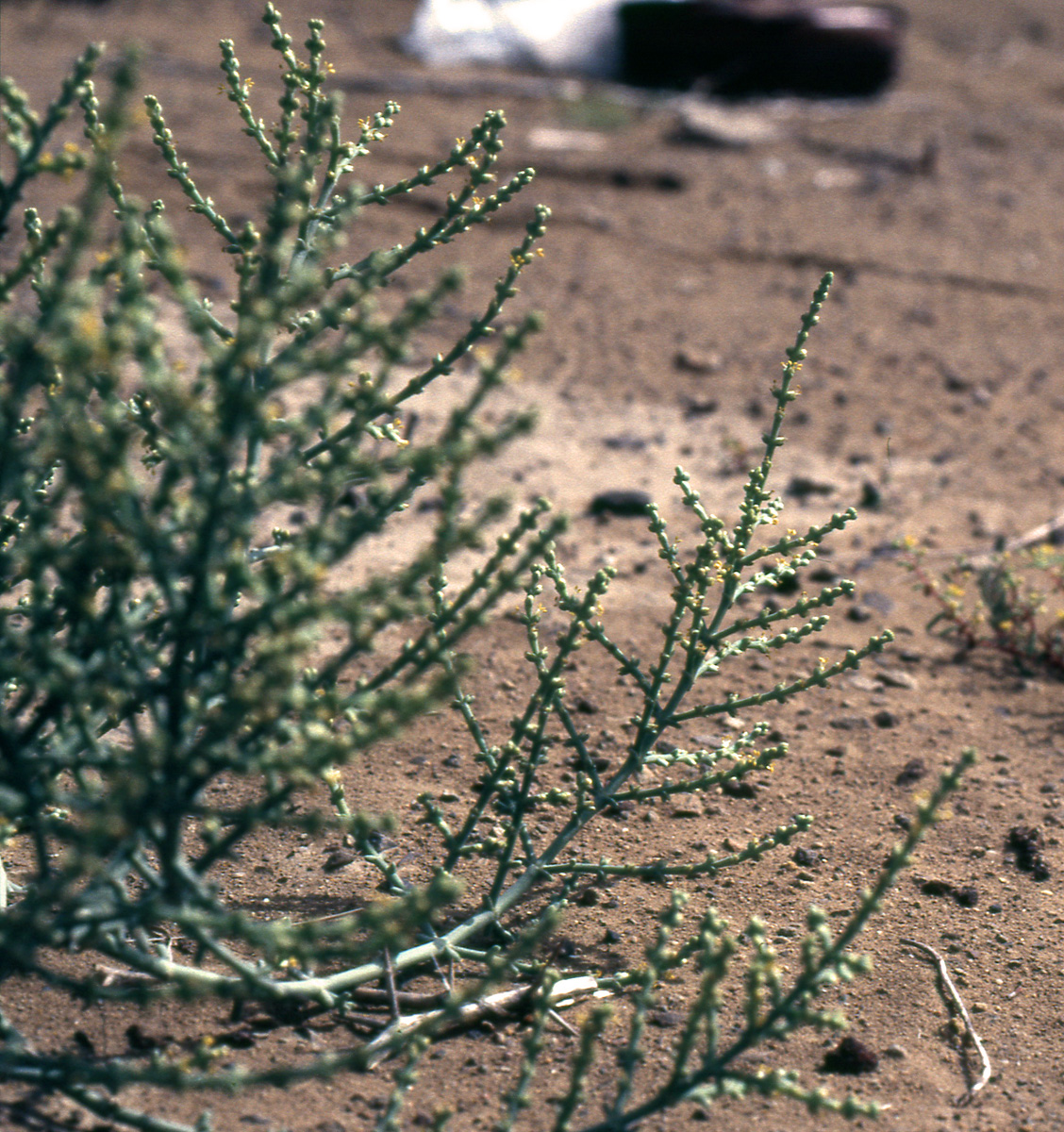
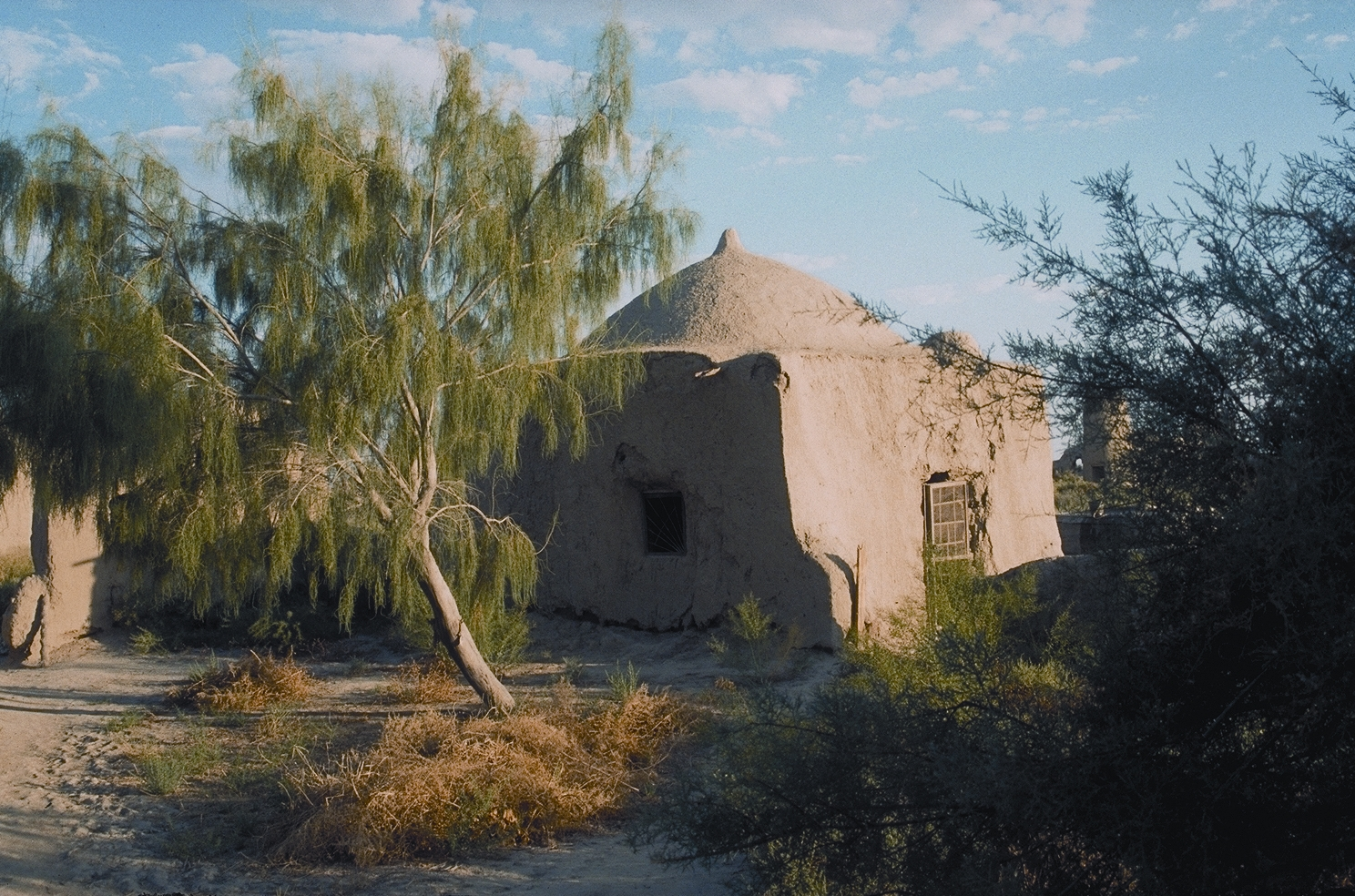